# John Densmore

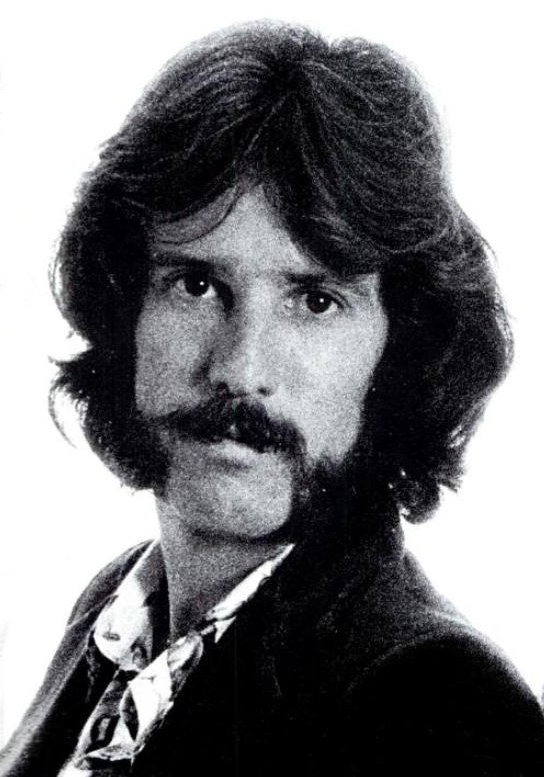
John Densmore, 1971

John Densmore (* 1. Dezember 1944 in Santa Monica, Kalifornien) ist ein US-amerikanischer Musiker. Von 1965 bis zur Auflösung im Jahr 1973 war Densmore Schlagzeuger der Rockband The Doors.

## Leben
Densmore wuchs in Los Angeles auf und lernte früh das Klavierspielen. Darüber hinaus nahm er Unterricht in Schlagzeug. Nach dem Santa Monica City College studierte er an der California State University in Northridge Musik bei dem Jazz-Cellisten Fred Katz.
Mitte der 1960er Jahre trat Densmore als Schlagzeuger zusammen mit dem Gitarristen Robby Krieger der Band The Psychedelic Rangers bei. Kurz darauf begann er mit Krieger, dem Keyboarder Ray Manzarek, dessen beiden Brüdern sowie dem Sänger Jim Morrison zu proben. Die Gruppe nannte sich zunächst Rick & the Ravens und nach dem Ausstieg der Manzarek-Brüder 1965 The Doors.

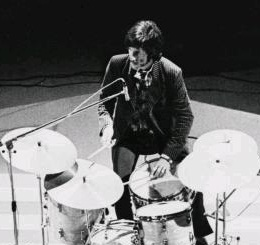
John Densmore, 1968

„Als Schlagzeuger hatte Densmore ein kreatives, dynamisches Flair, das sich für die surreale, kaleidoskopische Musik der Doors eignete“ heißt es auf der Rock'n'Roll Hall of Fame Webseite zu Densmore. Und 2010 beschrieb das Modern Drummer Magazine Densmores Ride-Cymbal-Arbeit als eine der markantesten im klassischen Rock: „Densmore favorisierte einen schlanken, klaren Stil in Wohlfühlrhythmus.“ Er selbst fühlte sich stark vom Jazz-Drummer Elvin Jones beeinflusst.
Zusammen mit Robby Krieger kooperierte er mit Oliver Stone für dessen 1991 erschienenen Film The Doors. Densmore selbst spielt in dem Film einen Tontechniker. 
Nach dem Tod Morrisons war er an der Neuauflage der Band (The Doors of the 21st Century), die Manzarek und Krieger mit dem Sänger Ian Astbury gegründet hatten, nicht beteiligt. Er verklagte seine früheren Bandkollegen wegen Verletzung der Namensrechte an The Doors und erreichte im Juli 2005 vor dem Superior Court in Los Angeles eine Verfügung, die Manzarek und Krieger den weiteren Gebrauch des Bestandteils „Doors“ im neuen Bandnamen verbot. Seitdem tourte die Band unter dem Namen Riders on the Storm.
Densmores eigene neue Band namens Tribaljazz, mit der er zu seinen Wurzeln im Jazz zurückkehrte, veröffentlichte ihr Debütalbum 2006. 2013, dem Todesjahr Manzareks, erschien Densmores Buch The Doors Unhinged, in dem er seine Sicht des Streits mit seinen früheren Kollegen schildert.